# Hans Karl Frey
Hans Karl Frey (* 8. August 1916 in Bern; † 9. August 1974) war ein Schweizer Diplomat.

## Leben
Frey trat in den diplomatischen Dienst ein und wurde am 1. Januar 1946 zunächst Gesandtschaftsattaché sowie am 1. Januar 1948 Gesandtschaftssekretär im Aussenministerium, dem Eidgenössischen Politischen Departement (heute Eidgenössisches Departement für auswärtige Angelegenheiten). Am 6. August 1948 wechselte er als Gesandtschaftsattaché an die Gesandtschaft in Österreich sowie am 13. Januar 1949 an die Vertretung in der Volksrepublik Polen, wo er 1949 auch als Mitglied zur Schweizer Wirtschaftsdelegation mit Polen gehörte. Danach war er zwischen 1950 und 1956 im Politischen Departement als Gesandtschaftssekretär in der Kommission für Nationalisierungsentschädigungen tätig und übernahm dort am 1. Januar 1952 auch den Posten eines Sektionschefs. Am 10. Juli 1956 wechselte er als Legationsrat an die Gesandtschaft in der Bundesrepublik Deutschland und war dort 1957 zeitweise auch Geschäftsträger ad interim während der Ortsabwesenheit des Gesandten Albert Huber. Nach Aufwertung der Gesandtschaft zur Botschaft erfolgte dort 1958 seine Ernennung zum Botschaftsrat.
Am 1. Januar 1960 wurde Frey Botschaftsrat Erster Klasse im Politischen Departement und war zwischen dem 5. Juni 1961 und dem 15. November 1963 als Botschaftsrat an der Botschaft in den USA tätig. Im Anschluss war er vom 15. November 1963 bis zum 31. Dezember 1965 Berater der Regierung von Ruanda. Daraufhin wurde er am 1. März 1966 als Nachfolger von Roger Dürr Botschafter in Kenia und bekleidete diesen Posten bis zum 29. August 1971, woraufhin Richard Pestalozzi sein Nachfolger wurde. Als Botschafter in Kenia war er zugleich vom 1. März 1966 bis zum 29. August 1971 als Schweizer Vertreter in Uganda, Tansania, Ruanda, Burundi und Malawi akkreditiert. Während dieser Zeit vertrat er den Bundesrat als ausserordentlicher Botschafter in besonderer Mission bei den Unabhängigkeitsfeierlichkeiten von Malawi sowie als ausserordentlicher Botschafter, Sondergesandter und Leiter der Delegation beim Staatsbegräbnis des Präsidenten von Uganda Edward Mutesa in Kampala. Als Botschafter in Tansania wurde er am 8. Februar 1969 durch Lucien Mossaz abgelöst.
Zuletzt wurde Frey am 25. September 1971 als Nachfolger von André Parodi Botschafter in Ägypten und verblieb in dieser Verwendung bis zu seinem Tode am 9. August 1974. Zugleich war er zwischen dem 25. September 1971 und dem 9. August 1974 im Sudan mit Dienstsitz in Kairo akkreditiert. Sein Nachfolger als Botschafter in Ägypten wurde Daniel Gagnebin.

## Weblink
- Dokumente von und über Frey, Hans Karl in der Datenbank Dodis der Diplomatischen Dokumente der Schweiz

| Personendaten    | Personendaten      |
| ---------------- | ------------------ |
| NAME             | Frey, Hans Karl    |
| KURZBESCHREIBUNG | Schweizer Diplomat |
| GEBURTSDATUM     | 8. August 1916     |
| GEBURTSORT       | Bern               |
| STERBEDATUM      | 9. August 1974     |